# Monthly Shōnen Ace
Monthly Shōnen Ace (月刊少年エース, Gekkan Shōnen Ēsu) est un magazine de prépublication de mangas mensuel de type shōnen. Il est édité par Kadokawa Shoten depuis 1994.

## Manga publiés
- B't X
- The King of Fighters
- Vision d'Escaflowne
- Neon Genesis Evangelion
- Eden's Bowy
- Martian Successor Nadesico
- Isekai meikyū de Harem o
- MPD Psycho
- Brain Powerd
- Angelic Layer
- Sergent Keroro
- Cicatrice the Sirius
- Anne Freaks
- Lucky Star